# جوني تشانغ
ولد جوني زانج في 22 مارس 1985 هو ممثل ومغني صيني. مثل أول مرة في المسلسل الصيني (Five Star Hotel (2007) وحقق المسلسل شعبية في الصين.

## حياته
ولد تشانغ وترعرع في نانجينغ، جيانغسو، الصين. تخرج تشانغ من أكاديمية (Shanghai Theatre) .   في عام 2011 ظهر في مسلسل (Sunny Girl). في عام 2017 شارك تشانغ في المسلسل الخيالي الصيني (Fighter of the Destiny) . 

## روابط خارجية
- جوني تشانغ على موقع IMDb (الإنجليزية)
- جوني تشانغ على موقع قاعدة بيانات الفيلم (الإنجليزية)